# キチェ県
キチェ県（キチェけん、スペイン語: Departamento de Quiché）は、グアテマラの県。キチェ族の人々が多い。県都はサンタ・クルス・デル・キチェである。

## 人口
グアテマラでもっとも人口の多い県のひとつで、2002年の総人口は65万5100人である。大方はマヤの後裔でしめられる。
先住民はほとんどがキチェ語を話すが、ネバフ、チャフル、コツァル地域ではイシル語が、ウスパンタン地域ではウスパンテク語が、サカプラス地域ではサカプルテク語が併用される。北東部のアルタ・ベラパス県との境にはポコムチ語やケクチ語が存在する。

## 地理
中央高地やシエラ・デ・ロス・クチュマターネス山地、シエラ・デ・チュアクス山地、南西部の火山地帯の山地が総面積の79%、熱帯の低地が同21%をしめる。後者は北部に広がる。
主要河川にサリナス川やモタグァ川、ハクルバル川、イシュカン川がある。支流のチクソイ川を含めたサリナス川の流域は3668平方キロで、ウスマシンタ川に合流する。支流のリオグランデ川を含めたモタグァ川の流域は1042平方キロ。ハクルバル川（同779平方キロ）とイシュカン川（同187平方キロ）は県北東部を流れる。湖沼にサンタ・クルス・デル・キチェ市のレモア湖やラ・エスタンシア湖、サン・アントニオ・イロテナンゴ市のサン・アントニオ湖が挙げられる。

## 観光

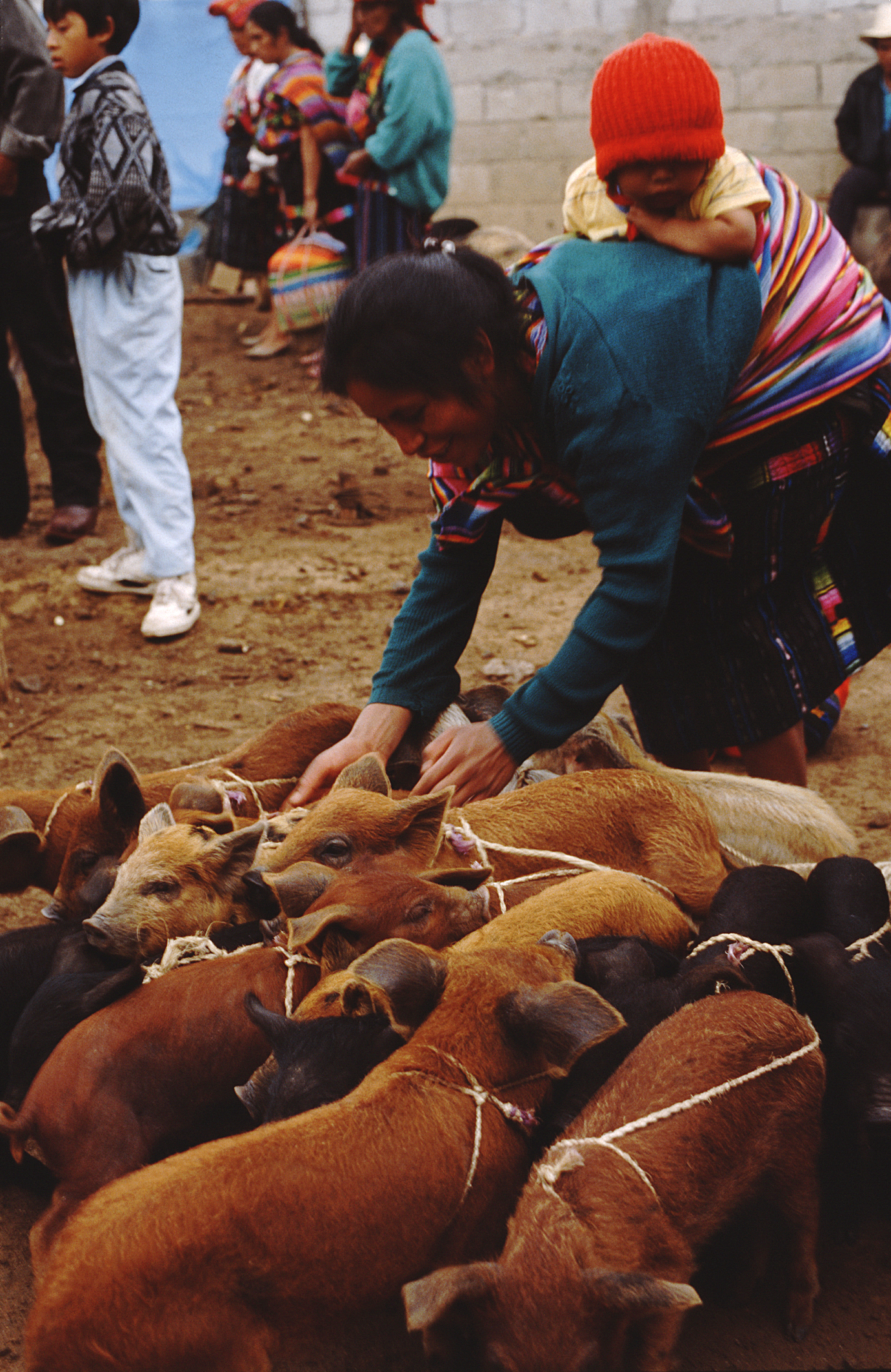
チチカステナンゴの市場、1996年

チチカステナンゴ市街とクマルカフの遺跡が主要な観光地。県内にはクマルカフのほかにも、チチカステナンゴ市のパスクアル・アバフ、サン・アンドレス・サフカバハ市のサン・アンドレスの丘、カニージャ市のロス・セリトスとラ・ラグーナをはじめとする先史時代の史跡がいくつかあるが、ほとんどが祭祀場であった。チチカステナンゴとネバフに地域博物館が置かれている。
チチカステナンゴのサント・トマス教会をはじめ、県内のほとんどの町には植民地時代に建てられたカトリックの教会が残る。
チャフルの北方、イシル族の土地にあるビシス・カバ生物圏保護区は県内唯一の自然保護区である。

## 下位行政区
下記の21市からなる。
1. カニージャ市 (Canillá)
2. チャフル市 (Chajul)
3. チカマン市 (Chicaman)
4. チチェ市 (Chiché)
5. チチカステナンゴ市 (Chichicastenango)
6. チニケ市 (Chinique)
7. クネン市 (Cunén)
8. ホヤバフ市 (Joyabaj)
9. ネバフ市 (Nebaj)
10. サカプラス市 (Sacapulas)
11. パツィテ市 (Patzité)
12. パチャルム市 (Pachalúm)
13. プラヤ・グランデ・イシュカン市 (Playa Grande Ixcán)
14. サン・アンドレス・サフカバハ市 (San Andrés Sajcabajá)
15. サン・アントニオ・イロテナンゴ市 (San Antonio Ilotenango)
16. サン・バルトロメ・ホコテナンゴ市 (San Bartolomé Jocotenango)
17. サン・フアン・コツァル市 (San Juan Cotzal)
18. サン・ペドロ・ホコピラス市 (San Pedro Jocopilas)
19. サンタ・クルス・デル・キチェ市 (Santa Cruz del Quiché)
20. ウスパンタン市 (Uspantán)
21. サクアルパ市 (Zacualpa)